# ASP.NET MVC Framework
ASP.NET MVC Framework är en teknik som används för att skapa dynamiska webbsidor. Tekniken bygger på Microsofts .NET teknologi och delar många funktioner med det klassiska ASP.NET. Tekniken skiljer sig dock på vissa punkter ganska dramatiskt: ASP.NET MVC använder inte WebControls, Postback eller ViewState som alla har varit karakteristiska för klassisk ASP.NET.
Tekniken bygger på designmönstret Model View Controller som innebär en separation i tre ansvarsområden Model, View och Controller. Model är datalager och affärslogik, View är den grafiska presentationen och Controller sköter interaktionen mellan dom båda. Detta innebär att i princip ingen logik ligger bunden till den grafiska presentationen (View) vilket gör det möjligt att byta presentationskod utan att själva programlogiken påverkas.
Några fördelar med ASP.NET MVC framför klassisk ASP.NET är att utvecklaren får full kontroll över den HTML som genereras samt att arkitekturen blir lättare att testa och återanvända.